# اینتل‌ست ۶۰۳
اینتل‌ست ۶۰۳ (انگلیسی: Intelsat 603) (که با نام‌های VI F-3 و IS-603 نیز شناخته می‌شود.) ماهواره مخابراتی ساخت شرکت اینتل‌ست بود که در سال ۱۹۹۰ توسط شاتل اندور و طی ماموریت اس‌تی‌اس-۴۹ در مدار قرار گرفت.